# Коронський Любомир Анатолійович
Любоми́р Анато́лійович Коро́нський — молодший сержант Збройних Сил України, учасник російсько-української війни, що загинув у ході російського вторгнення в Україну в 2022 році.

## Життєпис
Любомир Коронський народився 1988 року в Овручі на Житомирщині. Станом на вересень 2010 року був курсантом Житомирського училища професійної підготовки працівників міліції. З початком повномасштабного російського вторгнення в Україну був призваний першочергово по мобілізації. Військову службу ніс у складі 95-ї окремої десантно-штурмової бригади. Загинув 6 березня 2022 року під час авіаудару в селищі Макарів Бучанського району Київської області. Поховали Любомира Коронського 16 березня 2022 року на військовому кладовищі в Овручі.

## Нагороди
- Орден «За мужність» III ступеня (2022, посмертно) — за особисту мужність і самовіддані дії, виявлені у захисті державного суверенітету та територіальної цілісності України, вірність військовій присязі[5].